# Уайт, Линда
Линда Уайт (англ. Linda White; 1959 или 1960 — 29 февраля 2024) — австралийский политик, сенатор.

## Ранние годы
Уайт изучала право и коммерцию в Мельбурнском университете. Прежде чем заняться политикой, она была юристом и профсоюзным деятелем. В 1993 году Уайт стала директором программы пенсионного обеспечения юридической индустрии штата Виктория. С 1995 по 2020 год работала помощником национального секретаря Австралийского союза работников сферы услуг (ASU) и отвечала за национальную стратегию профсоюза в частном секторе, включая авиационную отрасль, ИТ-индустрию и колл-центры, а также сектор неправительственных социальных и общественных услуг (SACS).

## Политическая карьера
В 2006 году Уайт была избрана в национальный исполнительный орган Австралийской Лейбористской партии. В 2013 году на была назначена членом правления Исследовательского центра Чифли, аналитического центра партии, и стала его председателем в 2015 году.
В марте 2022 года Уайт выиграла предварительный отбор от ALP в качестве ведущего кандидата партии в Сенат штата Виктория на федеральных выборах. Она заменила в списке одного из своих политических соперников, сенатора Кима Карра, после его выхода на пенсию.

## Смерть
В феврале 2024 года Уайт взяла парламентский отпуск, чтобы заняться проблемами со здоровьем. 29 февраля 2024 года она умерла в офисе.